# AT&T Classic
De AT&T Classic was een jaarlijks golftoernooi in de Verenigde Staten en maakte deel uit van de Amerikaanse PGA Tour. Het toernooi vond telkens plaats in de staat Georgia, maar wel op twee verschillende locaties. Van 1967 tot en met 1996 vond het toernooi plaats op de Atlanta Country Club in Atlanta en van 1997 tot 2008 op de TPC Sugarloaf in Duluth.
Het toernooi werd in 1967 opgericht als de Atlanta Classic en werd in de volgende decennia meermaals hernoemd: de Georgia-Pacific Atlanta Golf Classic, in 1982, de BellSouth Atlanta Golf Classic, in 1989, de BellSouth Classic, in 1992, en de AT&T Classic, in 2007.

## Winnaars
| Jaar                                 | Baan                                                             | Locatie                                                          | Winnaar                                                          | Score                                                            | Score                                                            | Info                                                             |
| Atlanta Classic                      | Atlanta Classic                                                  | Atlanta Classic                                                  | Atlanta Classic                                                  | Atlanta Classic                                                  | Atlanta Classic                                                  | Atlanta Classic                                                  |
| ------------------------------------ | ---------------------------------------------------------------- | ---------------------------------------------------------------- | ---------------------------------------------------------------- | ---------------------------------------------------------------- | ---------------------------------------------------------------- | ---------------------------------------------------------------- |
| 1967                                 | Atlanta Country Club                                             | Atlanta                                                          | Bob Charles                                                      | 282                                                              | –6                                                               |                                                                  |
| 1968                                 | Atlanta Country Club                                             | Atlanta                                                          | Bob Lunn                                                         | 280                                                              | –8                                                               |                                                                  |
| 1969                                 | Atlanta Country Club                                             | Atlanta                                                          | Bert Yancey                                                      | 277                                                              | –11                                                              |                                                                  |
| 1970                                 | Atlanta Country Club                                             | Atlanta                                                          | Tommy Aaron                                                      | 275                                                              | –13                                                              |                                                                  |
| 1971                                 | Atlanta Country Club                                             | Atlanta                                                          | Gardner Dickinson                                                | 275                                                              | –13                                                              |                                                                  |
| 1972                                 | Atlanta Country Club                                             | Atlanta                                                          | Bob Lunn                                                         | 275                                                              | –13                                                              |                                                                  |
| 1973                                 | Atlanta Country Club                                             | Atlanta                                                          | Jack Nicklaus                                                    | 272                                                              | –16                                                              |                                                                  |
| 1974                                 | Geen toernooi, want de club ontving het The Players Championship | Geen toernooi, want de club ontving het The Players Championship | Geen toernooi, want de club ontving het The Players Championship | Geen toernooi, want de club ontving het The Players Championship | Geen toernooi, want de club ontving het The Players Championship | Geen toernooi, want de club ontving het The Players Championship |
| 1975                                 | Atlanta Country Club                                             | Atlanta                                                          | Hale Irwin                                                       | 271                                                              | –17                                                              |                                                                  |
| 1976                                 | Geen toernooi, want de stad Atlanta ontving het US Open          | Geen toernooi, want de stad Atlanta ontving het US Open          | Geen toernooi, want de stad Atlanta ontving het US Open          | Geen toernooi, want de stad Atlanta ontving het US Open          | Geen toernooi, want de stad Atlanta ontving het US Open          | Geen toernooi, want de stad Atlanta ontving het US Open          |
| 1977                                 | Atlanta Country Club                                             | Atlanta                                                          | Hale Irwin                                                       | 273                                                              | –15                                                              |                                                                  |
| 1978                                 | Atlanta Country Club                                             | Atlanta                                                          | Jerry Heard                                                      | 269                                                              | –19                                                              |                                                                  |
| 1979                                 | Atlanta Country Club                                             | Atlanta                                                          | Andy Bean                                                        | 265                                                              | –23                                                              |                                                                  |
| 1980                                 | Atlanta Country Club                                             | Atlanta                                                          | Larry Nelson                                                     | 270                                                              | –18                                                              |                                                                  |
| 1981                                 | Atlanta Country Club                                             | Atlanta                                                          | Tom Watson                                                       | 277                                                              | –11                                                              |                                                                  |
| Georgia-Pacific Atlanta Golf Classic |                                                                  |                                                                  |                                                                  |                                                                  |                                                                  |                                                                  |
| 1982                                 | Atlanta Country Club                                             | Atlanta                                                          | Keith Fergus                                                     | 273                                                              | –15                                                              |                                                                  |
| 1983                                 | Atlanta Country Club                                             | Atlanta                                                          | Calvin Peete                                                     | 206                                                              | –10                                                              | Wegens slechte weer, afgewerkt in drie ronden                    |
| 1984                                 | Atlanta Country Club                                             | Atlanta                                                          | Tom Kite                                                         | 269                                                              | –19                                                              |                                                                  |
| 1985                                 | Atlanta Country Club                                             | Atlanta                                                          | Wayne Levi                                                       | 273                                                              | –15                                                              |                                                                  |
| 1986                                 | Atlanta Country Club                                             | Atlanta                                                          | Bob Tway                                                         | 269                                                              | –19                                                              |                                                                  |
| 1987                                 | Atlanta Country Club                                             | Atlanta                                                          | Dave Barr                                                        | 265                                                              | –23                                                              |                                                                  |
| 1988                                 | Atlanta Country Club                                             | Atlanta                                                          | Larry Nelson                                                     | 268                                                              | –20                                                              |                                                                  |
| BellSouth Atlanta Golf Classic       |                                                                  |                                                                  |                                                                  |                                                                  |                                                                  |                                                                  |
| 1989                                 | Atlanta Country Club                                             | Atlanta                                                          | Scott Simpson                                                    | 278                                                              | –10                                                              |                                                                  |
| 1990                                 | Atlanta Country Club                                             | Atlanta                                                          | Wayne Levi                                                       | 275                                                              | –13                                                              |                                                                  |
| 1991                                 | Atlanta Country Club                                             | Atlanta                                                          | Corey Pavin                                                      | 272                                                              | –16                                                              |                                                                  |
| BellSouth Classic                    |                                                                  |                                                                  |                                                                  |                                                                  |                                                                  |                                                                  |
| 1992                                 | Atlanta Country Club                                             | Atlanta                                                          | Tom Kite                                                         | 272                                                              | –16                                                              |                                                                  |
| 1993                                 | Atlanta Country Club                                             | Atlanta                                                          | Nolan Henke                                                      | 271                                                              | –17                                                              |                                                                  |
| 1994                                 | Atlanta Country Club                                             | Atlanta                                                          | John Daly                                                        | 274                                                              | –14                                                              |                                                                  |
| 1995                                 | Atlanta Country Club                                             | Atlanta                                                          | Mark Calcavecchia                                                | 271                                                              | –17                                                              |                                                                  |
| 1996                                 | Atlanta Country Club                                             | Atlanta                                                          | Paul Stankowski                                                  | 280                                                              | –8                                                               |                                                                  |
| 1997                                 | TPC Sugarloaf                                                    | Duluth                                                           | Scott McCarron                                                   | 274                                                              | –14                                                              |                                                                  |
| 1998                                 | TPC Sugarloaf                                                    | Duluth                                                           | Tiger Woods                                                      | 271                                                              | –17                                                              |                                                                  |
| 1999                                 | TPC Sugarloaf                                                    | Duluth                                                           | David Duval                                                      | 270                                                              | –18                                                              |                                                                  |
| 2000                                 | TPC Sugarloaf                                                    | Duluth                                                           | Phil Mickelson                                                   | 205                                                              | –11                                                              | Wegens slechte weer, afgewerkt in drie ronden                    |
| 2001                                 | TPC Sugarloaf                                                    | Duluth                                                           | Scott McCarron                                                   | 280                                                              | –8                                                               |                                                                  |
| 2002                                 | TPC Sugarloaf                                                    | Duluth                                                           | Retief Goosen                                                    | 272                                                              | –16                                                              |                                                                  |
| 2003                                 | TPC Sugarloaf                                                    | Duluth                                                           | Ben Crane                                                        | 272                                                              | –16                                                              |                                                                  |
| 2004                                 | TPC Sugarloaf                                                    | Duluth                                                           | Zach Johnson                                                     | 275                                                              | –13                                                              |                                                                  |
| 2005                                 | TPC Sugarloaf                                                    | Duluth                                                           | Phil Mickelson                                                   | 208                                                              | –8                                                               | Wegens slechte weer, afgewerkt in drie ronden                    |
| 2006                                 | TPC Sugarloaf                                                    | Duluth                                                           | Phil Mickelson                                                   | 260                                                              | –28                                                              |                                                                  |
| AT&T Classic                         |                                                                  |                                                                  |                                                                  |                                                                  |                                                                  |                                                                  |
| 2007                                 | TPC Sugarloaf                                                    | Duluth                                                           | Zach Johnson                                                     | 273                                                              | –15                                                              |                                                                  |
| 2008                                 | TPC Sugarloaf                                                    | Duluth                                                           | Ryuji Imada                                                      | 273                                                              | –15                                                              |                                                                  |

| Toernooirecord |